# Дирикс, Карл Эдвард
Карл Эдвард Дирикс (норв. Karl Edvard Diriks; 9 января 1855, Кристиания — 17 марта 1930[…], Осло) — норвежский художник.

## Биография
Родился в Кристиании (ныне Осло, Норвегия), в семье министра Кристиана Л. Дирикса и его жены Бенедикты Мунк. Дедушка — государственный министр Кристиан Адольф Дирикс; дядя — морской офицер Карл Фредерик Дирикс . Двоюродный брат — художник Эдвард Мунк.
Обучение на художника начал в Германии, где познакомился с Кристианом Крогом, Хансом Гуде и Максом Клингером. С 1874 по 1875 года, обучался в Карлсруэ, а затем стал студентом Берлинской академии Архитектуры.
Осенью 1879, поселился в Кристиании. Во время первой поездки в Париж (1882—1883), познакомился с течением импрессионизма, и впечатлился работами Моне. В 1892 году, женился шведской актрисе и скульпторе Анне Дирикс (1870—1932) и переехал жить в Дрёбак.
В 1901 году, в Антверпене, прошла его первая выставка работ и привлекла внимание публики; Мариус-Аре Леблон в газете La Grande France назвал Дирикса — «писателем ветра» (фр. Le peintre du vent). В мае 1903 году, с помощью Октава Мирбо и Поля Фора, в Париже была организована студийная выставка его работ.
Тринадцать его работ хранятся в норвежской Национальной Галереи, а также в ряде музеев Франции и Германии.

## Награды
- Орден Святого Олафа I класса[6]
- Офицер ордена Почетного Легиона[10] — 1920

## Галерея

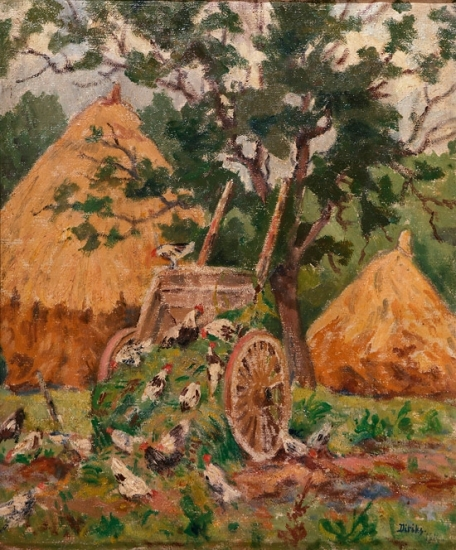
Курицы, Франция (1914)
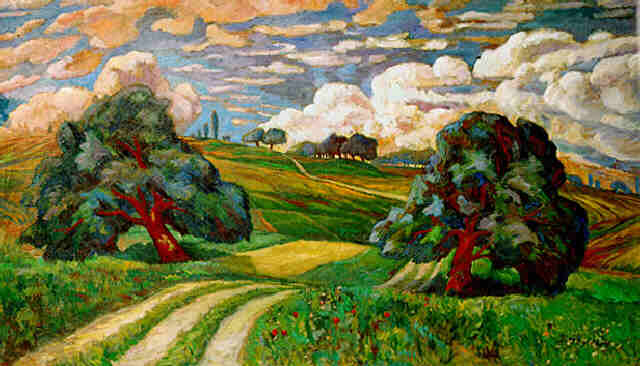
После Бури (1904)
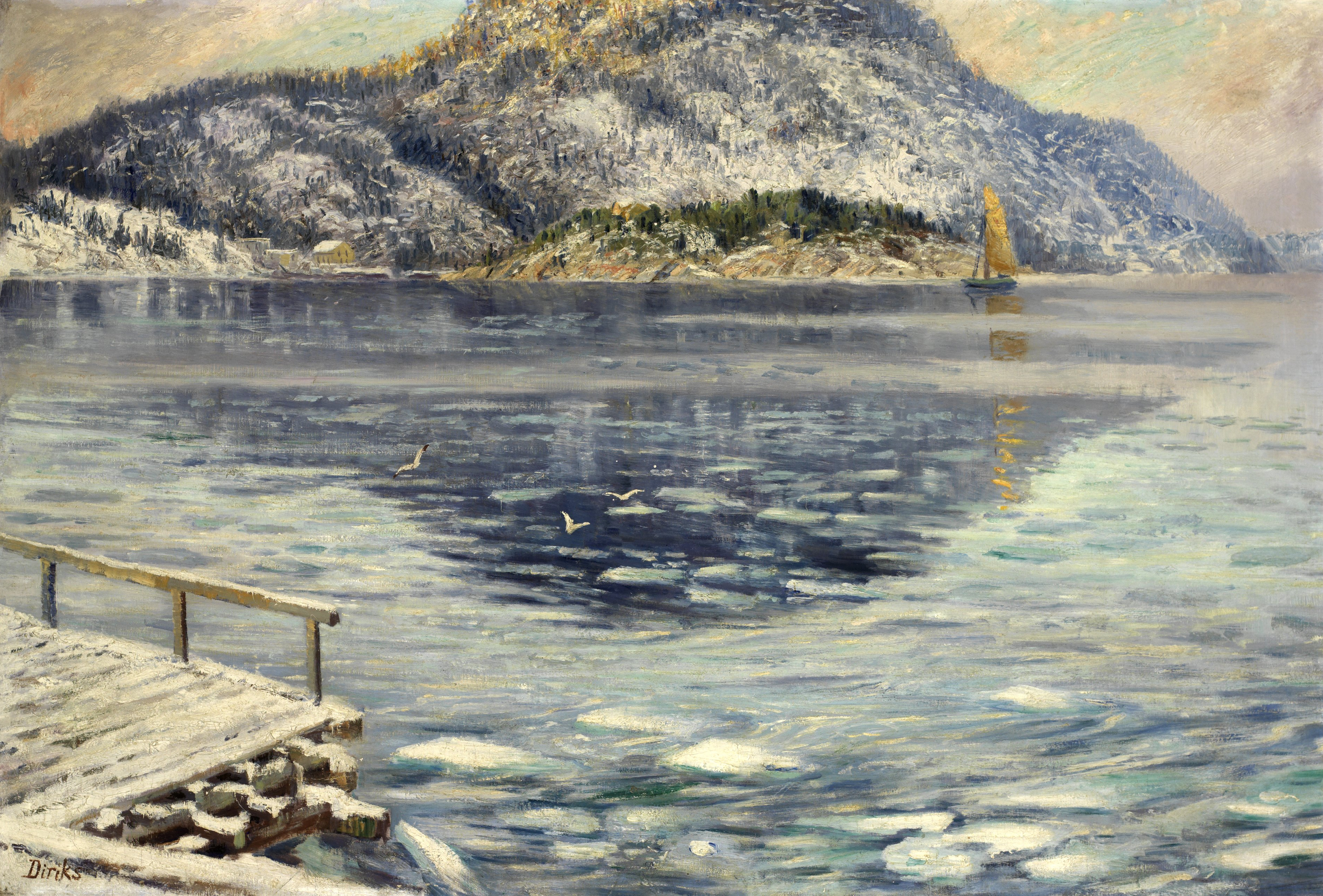
Тающий лёд
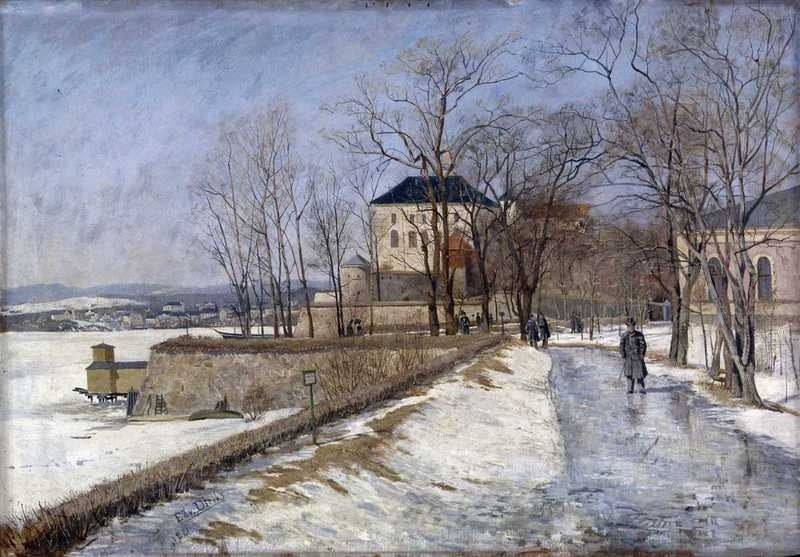
Акерсхус (1881)
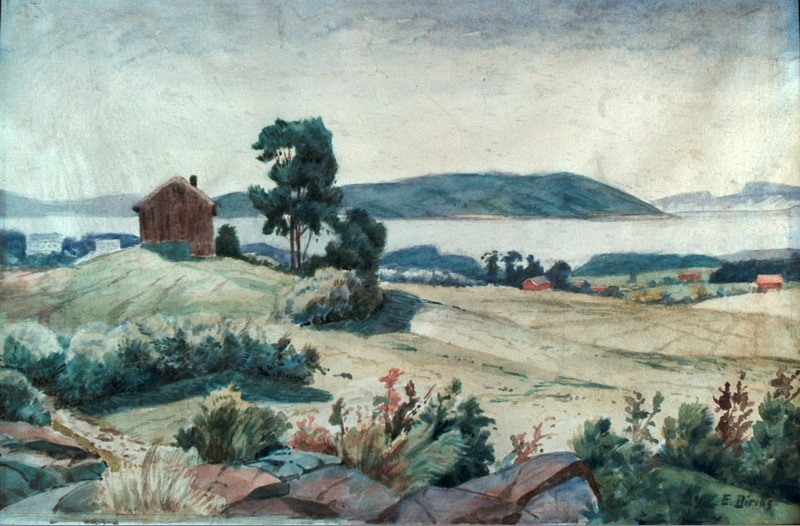
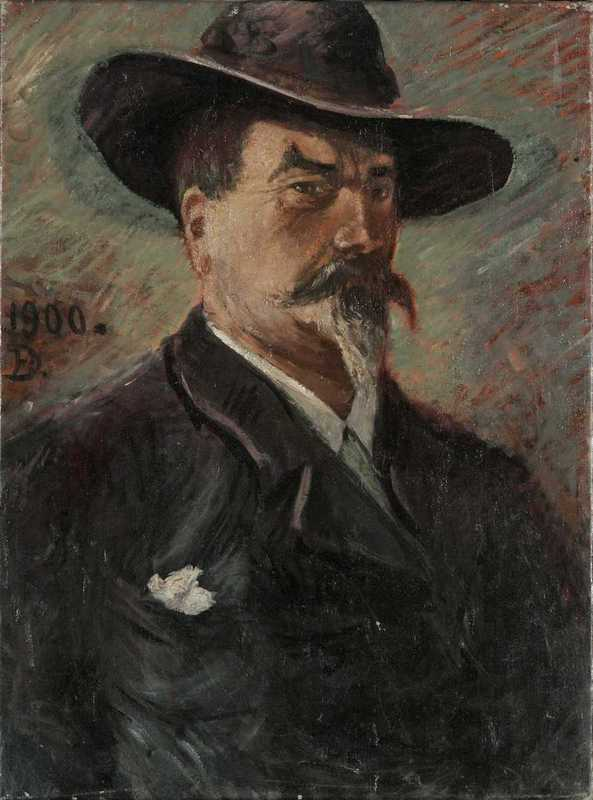
Автопортрет (1900)
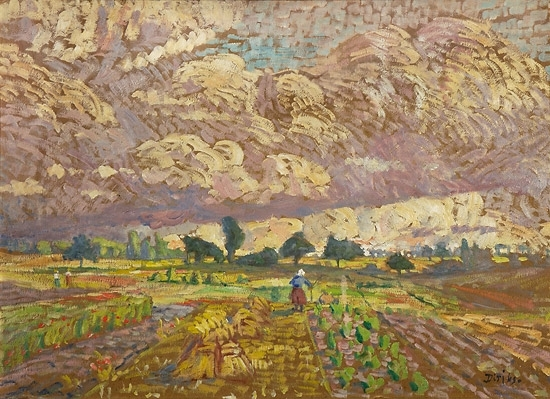
Осенний день
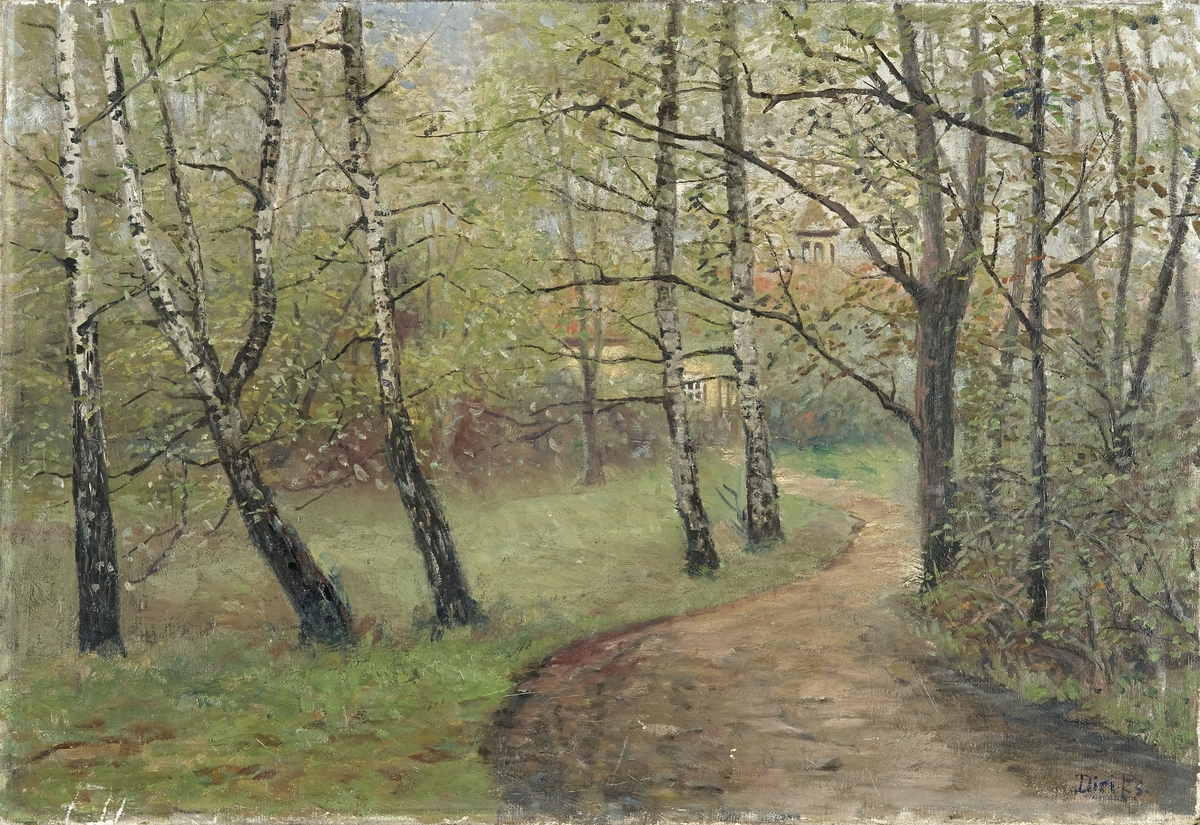
Поместье Фрогнер (1900)
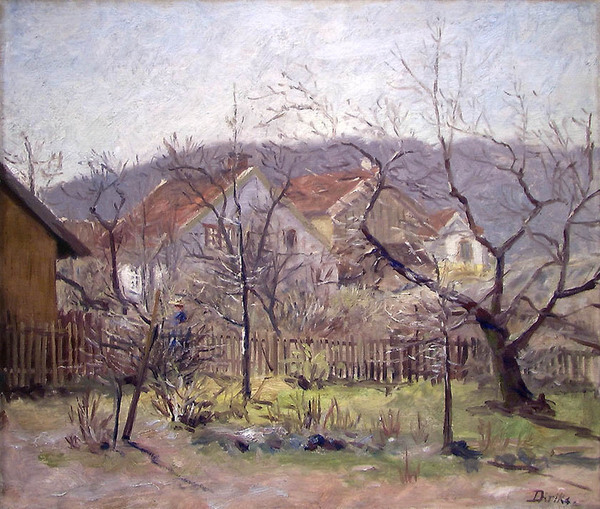
Весеннее солнце
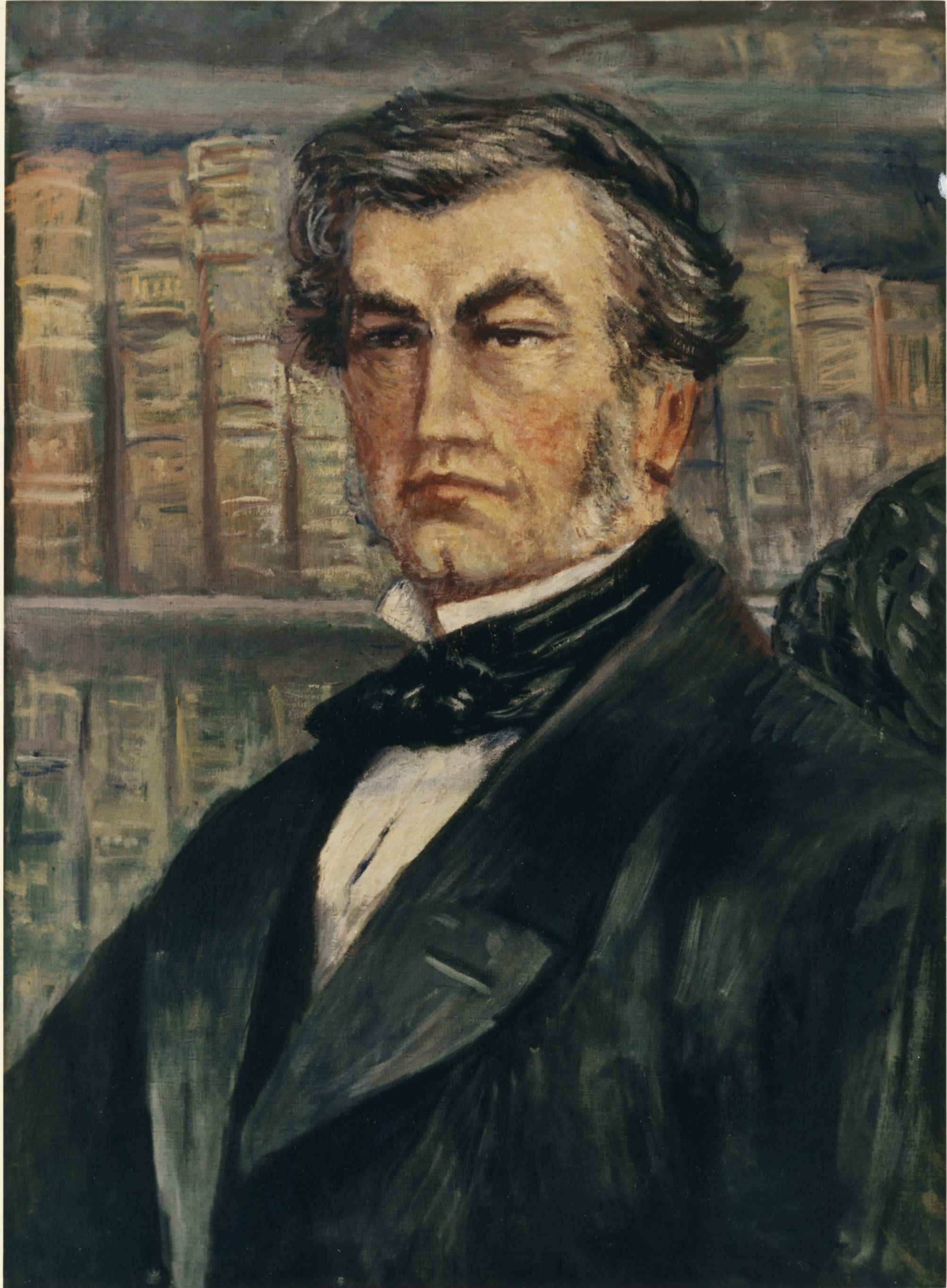
Отец - Кристиан Людвиг Дирикс